# Linia kolejowa nr 528
Linia kolejowa nr 528 – pierwszorzędna, zelektryfikowana, jednotorowa linia kolejowa znaczenia państwowego łącząca posterunek odgałęźny Czachówek Zachodni ze stacją Czachówek Południowy.